# Flammona trilineata
Flammona trilineata là một loài bướm đêm trong họ Noctuidae.